# Maïmouna Sourang Ndir
Maïmouna Sourang Ndir es una política senegalesa nacida el 3 de octubre de 1952 en Saint Louis (Senegal).
Fue embajadora de Senegal en Francia (2009-2012), así como embajadora ente el Principado de Mónaco y de Andorra.
Miembro del Partido Democrático Senegalés, fue Ministro de Desarrollo Social (2002-2003), Ministro de Pequeñas y Medianas Empresas y de Micro financiamiento (2003-2004), así como Ministro de Calidad de Vida y Tiempo Libre (2004-2007).

## Biografía

### Juventud y estudios
Nacida el 3 de octubre de 1952 en Saint Louis, Maïmouna Sourang Ndir es la hja de la escritora Fatou Niang Siga.
Estudió en la Universidad Laval, en Quebec donde obtuvo en 1996 una maestría en ciencias sociales. También obtuvo un diploma en trabajo social de la Escuela Nacional de Asistentes y Educadores Especializados (École nationale des assistants et éducateurs spécialisés (Enaes)) de Senegal.

### Carrera
En 1997 fue asesora técnica y luego Directora Nacional, primero "Directora de Bienestar de la Familia, Promoción de la Mujer y personas con discapacidad, la iniciativa empresarial y los derechos de los niños" (1998) y luego "Directora Nacional Estrategias de desarrollo social "(2001) en el Ministerio de Desarrollo Social. También se desempeñó como experta senegalesa en la Tercera Comisión de la Asamblea General de las Naciones Unidas entre 1998 y 2002.
Maïmouna Sourang Ndir ocupó posteriormente otros puestos ministeriales. Fue nombrada Ministro de Desarrollo Social (2002-2003) en el primer gobierno de Idrissa Seck, y luego Ministro de Pequeñas y Medianas Empresas y de Micro financiamiento (2003-2004) en el segundo gobierno de Idrissa Seck, y finalmente Ministro de Calidad de Vida y Tiempo Libre (2004-2007) durante los dos gobiernos de Macky Sall. 

### Embajadora
En 2009 Maïmouna Sourang Ndir asume como embajadora de Senegal en Francia el 26 de enero, en Mónaco el 23 de junio y en Andorra (en septiembre).
Primera mujer senegalesa en ocupar esta posición en Francia,, su designación suscitó críticas y cuestionamientos de parte de la prensa senegalesa, señalando su falta de competencia para esa función siendo que no se había desempeñado como diplomática de carrera. Según el periódico Le Soleil de Senegal, también fue criticada por autoridades francesas. Por el contrario, otros medios como el sitio web AllAfrica.com, contestaron esas críticas y consideraron que su carrera era suficiente para dar cuenta de sus competencias. Sin embargo, según Le Quotidien de Senegal, el hijo del Presidente, Karim Wade, habría presionado a las autoridades francesas para que Maïmouna Sourang Ndir fuera aceptada.
Tras la elección del presidente Macky Sall, el gobierno inició una política de regreso a la ortodoxia en la diplomacia: Maïmouna Sourang Ndir ha regresado a Dakar en abril de 2012 con todos los otros embajadores que no eran diplomáticos de carrera nombrados durante la presidencia de Abdoulaye Wade.